# Чемпионат мира по стрельбе из лука 1973
27-й чемпионат мира по стрельбе из лука прошёл в Гренобле (Франция) в июле 1973 года и был организован Всемирной федерацией стрельбы из лука (FITA).

## Призёры

### Классический лук
| Дисциплина                     | Золото         | Серебро          | Бронза          |
| Мужчины. Индивидуальный турнир | Виктор Сидорук | Кьёсти Лаасонен  | Стивен Либерман |
| Женщины. Индивидуальный турнир | Линда Майерс   | Валентина Ковпан | Эмма Гапченко   |
| Мужчины. Командный турнир      | США            | СССР             | Финляндия       |
| Женщины. Командный турнир      | СССР           | США              | Великобритания  |

## Медальный зачёт
| Место | Страна         | Золото | Серебро | Бронза | Всего |
| ----- | -------------- | ------ | ------- | ------ | ----- |
| 1     | СССР           | 2      | 2       | 1      | 5     |
| 2     | США            | 2      | 1       | 1      | 4     |
| 3     | Финляндия      | -      | 1       | 1      | 2     |
| 4     | Великобритания | -      | -       | 1      | 1     |